# Sergio Cammariere (album)
Sergio Cammariere è un album discografico in studio del cantautore Sergio Cammariere, pubblicato nel 2012.

## Il disco
In questo disco l'autore calabrese si avvale della collaborazione del paroliere Roberto Kunstler (già presente in molti testi di Cammariere), e di Sergio Secondiano Sacchi.
Il brano Com'è che ti va? è una reinterpretazione di Onde anda voce di Vinícius de Moraes. Il testo di tale traccia è stato adattato da Sergio Bardotti e Nini Giacomelli. Gli altri musicisti sono quelli che hanno accompagnato Cammariere nei precedenti album: Luca Bulgarelli (contrabbasso), Amedeo Ariano (batteria), Bruno Marcozzi e Simone Haggiag (percussioni), Olen Cesari (violino), Fabrizio Bosso (tromba) a cui si aggiungono Michele Ascolese (chitarra), Roberto Rossi (trombone), Francesco Puglisi (contrabbasso), Marcello Di Leonardo (batteria) e Max Ionata (sax).
Sono presenti due brani strumentali dedicati ad altrettante località: Thomas e dedicato alla Norvegia, mentre Essaouira è dedicato a Essaouira, città del Marocco che si affaccia sull'Oceano Atlantico.
La versione iTunes del disco contiene anche la bonus track Sinestesie.
Il disco è dedicato a Pepi Morgia, compianto regista e scenografo.

## Tracce
1. Ogni cosa di me – 4:00
2. Inevitabilmente Bossa – 4:19
3. La mia felicità – 4:02
4. Il principe Amleto – 4:05
5. Transamericana – 3:43
6. Com'è che ti va? – 3:22
7. Controluce – 4:30
8. Thomas – 5:00
9. Notturno swing – 4:10
10. C'era una favola – 3:49
11. Buonanotte per te – 4:29
12. Essaouira – 3:28

## Formazione
- Sergio Cammariere – voce, pianoforte, tastiera, organo Hammond, Fender Rhodes
- Amedeo Ariano – batteria
- Bruno Marcozzi – batteria, percussioni, udu
- Michele Ascolese – chitarra
- Simone Haggiag – percussioni
- Eugenio Vatta – programmazione
- Marcello Di Leonardo – batteria
- Luca Bulgarelli – contrabbasso
- Francesco Puglisi – contrabbasso
- Olen Cesari – violino
- Fabrizio Bosso – tromba, flicorno
- Roberto Rossi – trombone
- Max Ionata – sax

## Classifiche
| Classifica (2012) | Posizione |
| ----------------- | --------- |
| Italia            | 25        |